# 541
Cette page concerne l'année 541  du calendrier julien. Pour l'année 541 av. J.-C., voir 541 av. J.-C. Pour le nombre 541, voir 541 (nombre).
L'année 541 est une année commune qui commence un mardi.

## Événements
- 1er janvier : consulat de Basilius, le dernier de l'empire d'Orient[1].
- Mai : 
  - Le préfet du prétoire d'Orient de Justinien, Jean de Cappadoce, accusé de complot par l'impératrice Théodora, est destitué de son ministère, dépouillé de ses biens et contraint de céder son palais à Bélisaire[2].
  - Assassinat du roi des Ostrogoths Ildibald. Eraric, un Ruge, lui succède, négocie avec Justinien, lui offrant de trahir son armée contre le titre de Patrice. Il est assassiné à son tour en septembre avant d’avoir pu mener à bien son projet[3].
- Printemps : Justinien envoie Bélisaire en Mésopotamie, avec le titre de généralissime, à la tête de l'armée d'Italie et d'Ostrogoths ; il rassemble toutes les forces dont il peut disposer, dont les troupes du ghassanide al-Harith (Aréthas)[2].
- 21 juin :  prise de Petra, forteresse byzantine sur la mer Noire par le roi perse Khosro Ier, suite à une requête du roi des Lazes Gubazès II, qui établit son protectorat sur le pays. Début de la guerre lazique[1].
- Juillet : Bélisaire passe la frontière avec 15 000 hommes et marche sur Nisibe, qui est investie à l'automne[4]
- Août ou Septembre : début du règne de Totila (Baduila), roi des Ostrogoths (fin en 552). Tolita, cousin de Ildibald, succède à Éraric et reprend la lutte contre Byzance[5].
- Octobre : une épidémie de peste, dite peste de Justinien, débute à Péluse en Égypte[6]. Elle arrive à Constantinople au printemps suivant[7]. Elle sévira pendant environ 200 ans avec des poussées périodiques tous les 9/13 ans.

- Les Francs attaquent le royaume des Wisigoths au nord-est de l'Espagne, par le col de Roncevaux. Ils s'emparent de Pampelune mais sont repoussés à Saragosse (542)[8].
- Justinien Ier conclut un fœdus avec les Lombards d’Audouin. Il les installe en Pannonie et les utilise comme mercenaires pour la reconquête de l’Italie[9].
- En 541 ou 542, le phylarque ghassanide al-Harith ibn Jabalah (Aréthas), vassal de Byzance, demande un clergé monophysite à l'impératrice Théodora, qui choisit deux moines syriens en résidence à Constantinople, qu'elle fait ordonner par le patriarche monophysite d'Alexandrie Théodose : Théodore, arabe d'origine, comme évêque de Bostra, et Jacques Baradaï, comme évêque d’Édesse, en Syrie (fin en 578)[10]. Le dernier renouvelle le clergé monophysite qui prend le nom de jacobite[11].

## Naissances en 541
- Sui Wendi, empereur de Chine.

## Décès en 541
- Adhurgunbadh, général perse sassanide.
- Éraric, roi des Ostrogoths.
- Hildebad, roi des Ostrogoths.